# Fallotaspidoidea
Die Fallotaspidoidea (Syn.: Fallotaspoidea) sind mit den Olenelloidea eine der beiden Überfamilien aus der Trilobitenunterordnung Olenellina. Sie traten im Verlauf des Unterkambriums zum ersten Mal auf und stellen neben den Bigotiniden Serrania gordaensis (Spanien) und Hupetina antiqua (Marokko) mit Profallotaspis jakutensis (Sibirien) und Fritzaspis sp. (Laurentia) die ersten im Fossilbericht vorkommenden Trilobiten. Sie wurde nach dem französischen Paläontologen Paul Fallot benannt.

## Beschreibung
Cephalon: Ein wesentlicher und ursprünglicher Charakterzug sind die fehlenden Gesichtsnähte – vergleichbar mit den Olenelloidea. Die Glabella ist zylindrisch oder leicht konisch, die Glabellarloben L2 und L3 sind einfach. Die Augenleiste schließt an der vorderen Außenseite des Glabellarlobus LA an die Glabella an. Die Glabellarfurchen sind tief eingeschnitten. Das Hypostom ist natant.
Thorax: Besitzt eine große Anzahl von eben verlaufenden Segmenten, auf der Spindel setzen gelegentlich Stacheln an.
Pygidium: Schmal, besteht aus nur wenigen Segmenten.

## Verbreitung und Vorkommen
Verbreitungsgebiete der Fallotaspidoidea sind Laurentia (Nordwestliches und südwestliches Kanada, Südwesten der Vereinigten Staaten, Nördliches Grönland), Baltica (Schweden, Polen), das westliche Gondwana (Marokko), die westliche Mongolei sowie das nordöstliche und südöstliche Sibirien.

## Stratigraphie
Das erste Auftreten der Fallotaspidoideen Profallotaspis jakutensis und Fritzaspis sp. definiert den Beginn der Zweiten Serie (Dritte Stufe) des Kambriums in Sibirien bzw. in Laurentia.
Nach einigen Vertretern der Fallotaspidoidea wurden biostratigraphische Trilobitenzonen benannt (geordnet von jung nach alt):
In Laurentia:
- Nevadella-Zone
- Fallotaspis-Zone

In Sibirien:
- Judomia-Zone
- Fallotaspis-Zone bzw. Repinaella-Zone
- Profallotaspis jakutensis-Zone

## Entwicklungsgeschichte
Jell (2003) ist der Ansicht, dass die Fallotaspidoidea als eine der ersten im Fossilbericht auftretenden Trilobiten eine basale Stellung einnehmen und dass sich aus ihnen dann weitere Seitenzweige abspalteten. Gegenüber Fortey vertritt er die Meinung, dass das Hypostom bei den Fallotaspidoidea natant und nicht konterminant war – die natante Positionierung folglich den ursprünglichen Charakter darstellt. Aus den Fallotaspidoidea gingen dann noch während des Kambriums die ebenfalls natanten Ptychopariida hervor. Weiterhin spalteten sich die Proasaphiscidae, die restlichen Olenellina, die Redlichiina, die Odontopleurida und die Corynexochida aus ihnen ab – bei diesen Trilobitengruppierungen war jedoch das Hypostom in die konterminante Stellung gewandert.
Im Einzelnen erkennt Jell folgende evolutiven Seitenzweige:
- Profallotaspis −> Bigotina −> Ellipsosephaloidea-Seitenzweig. Aus ihm entwickelten sich dann die Agnostina.
- Archaeaspis −> Uktaspis −> Proasaphiscidae-Seitenzweig
- Eofallotaspis –> Lemdadella/Eoredlichia –> Redlichiidae-Seitenzweig
- Repinaella –> Elganellus –> Corynexochidae-Seitenzweig
- Choubertella –>Yunnanocephalus-Seitenzweig

Sollten sich Jell's Vorstellungen als richtig erweisen, so folgert daraus eine polyphyletische Zusammensetzung der Ordnungen Ptychopariida und Redlichiida.

## Systematik
Die Überfamilie der Fallotaspidoidea enthält folgende Familien:
- Archaeaspididae (bzw. Archaeaspidae)
- Fallotaspididae (bzw. Fallotaspidae)
- Judomiidae
- Neltneriidae
- Nevadiidae

Vormals waren auch noch die Daguinaspididae hinzugezählt worden, sie wurden jedoch mittlerweile als Daguinaspinae eine Unterfamilie der Fallotaspidae.